# Dendrobium rhodostictum
Dendrobium rhodostictum es una especie de la familia de las orquidáceas.

## Descripción
Esta orquídea de Papúa Nueva Guinea y las islas Salomón puede ser terrestre o epífita. Presenta pseudobulbos en forma de garrote que alcanzan 25 cm de longitud con dos o cuatro hojas lanceoladas cerca de la punta. Los racimos surgen casi en el ápice y presentan flores blancas ligeramente péndulas con manchas púrpura o marcas en los bordes del labio. Necesita condiciones medias en cultivo. La floración se produce en invierno y primavera.

## Taxonomía
Dendrobium rhodostictum  fue descrita por F.Muell. & Kraenzl. y publicado en Oesterreichische Botanische Zeitschrift 44: 300. 1894.
Etimología
Dendrobium: nombre genérico que procede de la palabra griega (δένδρον) dendron = "tronco, árbol" y (βιος) Bios = "Vida", en resumen significa "viven sobre los troncos de los árboles" (por su naturaleza epifita).
rhodostictum: epíteto latino que significa "con manchas rojas". 
Sinonimia
- Dendrobium madonnae Rolfe (1903)
- Sayeria rhodosticta (F.Muell. & Kraenzl.) Rauschert (1983)